# 1850 (numero)
Milleottocentocinquanta (1850) è il numero naturale dopo il 1849 e prima del 1851.

## Proprietà matematiche
- È un numero pari.
- È un numero composto da 12 divisori: 1, 2, 5, 10, 25, 37, 50, 74, 185, 370, 925, 1850. Poiché la somma dei suoi divisori (escluso il numero stesso) è 1684 < 1850, è un numero difettivo.
- È un numero palindromo nel sistema posizionale a base 3 (2112112).
- È un numero ondulante nel sistema posizionale a base 7 (5252).
- È esprimibile come somma di due quadrati: 1950 = 1681 + 169 = 412 + 132.
- È un numero odioso.
- È parte delle terne pitagoriche (216, 1938, 1950), (280, 1950, 1970), (480, 1890, 1950), (546, 1872, 1950), (750, 1800, 1950), (896, 1950, 2146), (990, 1680, 1950), (1040, 1950, 2210), (1170, 1560, 1950), (1224, 1518, 1950), (1368, 1950, 2382), (1950, 2160, 2910), (1950, 2600, 3250), (1950, 4000, 4450), (1950, 4680, 5070), (1950, 5456, 5794), (1950, 7480, 7730), (1950, 8008, 8242), (1950, 12600, 12750), (1950, 14560, 14690), (1950, 21080, 21170), (1950, 24336, 24414), (1950, 38000, 38050), (1950, 63360, 63390), (1950, 73112, 73138), (1950, 105616, 105634), (1950, 190120, 190130), (1950, 316872, 316878), (1950, 950624, 950626).

## Astronomia
- 1850 Kohoutek è un asteroide della fascia principale del sistema solare.

## Astronautica
- Cosmos 1850 è un satellite artificiale russo.